# Boulot
Boulot ist eine Gemeinde im französischen Département Haute-Saône in der Region Bourgogne-Franche-Comté.

## Geographie
Boulot liegt auf einer Höhe von 220 m über dem Meeresspiegel, etwa 13 Kilometer nordnordwestlich der Stadt Besançon (Luftlinie). Das Dorf erstreckt sich im Süden des Départements, am nördlichen Rand der Talebene des Ognon, in der Niederung der Tounolle westlich der Waldhöhen der Grands Bois.
Die Fläche des 7,08 km² großen Gemeindegebiets umfasst einen Abschnitt des mittleren Ognon-Tals. Die südliche Grenze verläuft stets entlang dem Ognon. Dieser fließt hier mit mehreren Windungen nach Westen durch eine Alluvialebene, die eine Breite von ungefähr zwei Kilometern aufweist und durchschnittlich auf 215 m liegt. Vom Flusslauf erstreckt sich das Gemeindeareal nordwärts über die Talebene auf das angrenzende Plateau, das aus tertiären Sedimenten aufgebaut ist. Im östlichen Teil befindet sich das Talsystem der Tounolle und ihres Seitenbaches, der im Creux les Brez entspringt. Östlich des Tounolle-Tals reicht der Gemeindeboden auf den Höhenrücken der Grands Bois, auf dem mit 287 m die höchste Erhebung von Boulot erreicht wird. Dieser Höhenzug besteht aus Kalkschichten der oberen Jurazeit.
Nachbargemeinden von Boulot sind Chaux-la-Lotière und Boult im Norden, Bussières im Osten, Cussey-sur-l’Ognon im Süden sowie Étuz im Westen.

## Geschichte
Erstmals urkundlich erwähnt wird Boulot im Jahr 1203 unter dem Namen Bolat. Der Ortsname ist eine Diminutivform von Boult (Nachbargemeinde) und leitet sich vom altfranzösischen Wort boul (Birke) ab. Im Mittelalter gehörte Boulot zur Freigrafschaft Burgund und darin zum Gebiet des Bailliage d’Amont. Die lokale Herrschaft über das Dorf hatten die Herren von Boult inne. Zusammen mit der Franche-Comté gelangte Boulot mit dem Frieden von Nimwegen 1678 definitiv an Frankreich. Im 19. Jahrhundert wurde hier Eisenerz abgebaut und verarbeitet. Heute ist Boulot Mitglied des 33 Ortschaften umfassenden Gemeindeverbandes Communauté de communes du Pays Riolais.

## Sehenswürdigkeiten
Die Dorfkirche Saint-Christophe wurde 1773 erbaut und besitzt eine reiche Ausstattung aus dieser Zeit. 
Ebenfalls aus dem 18. Jahrhundert stammt das Château de Boulot.

## Bevölkerung
| Jahr                       | 1962 | 1968 | 1975 | 1982 | 1990 | 1999 | 2006 | 2011 | 2016 | 2022 |
| Einwohner                  | 164  | 207  | 256  | 335  | 388  | 423  | 526  | 631  | 681  | 653  |
| Quellen: Cassini und INSEE |      |      |      |      |      |      |      |      |      |      |

Mit 653 Einwohnern (2022) gehört Boulot zu den kleinen Gemeinden des Département Haute-Saône. Nachdem die Einwohnerzahl in der ersten Hälfte des 20. Jahrhunderts deutlich abgenommen hatte (1901 wurden noch 299 Personen gezählt), wurde seit Beginn der 1960er Jahre wieder ein kräftiges Bevölkerungswachstum verzeichnet. Seither hat sich die Einwohnerzahl mehr als verdreifacht.

## Wirtschaft und Infrastruktur
Boulot war bis weit ins 20. Jahrhundert hinein ein vorwiegend durch die Landwirtschaft (Ackerbau, Obstbau und Viehzucht) geprägtes Dorf. Heute gibt es verschiedene Betriebe des lokalen Kleingewerbes. In den letzten Jahrzehnten hat sich das Dorf zu einer Wohngemeinde gewandelt. Viele Erwerbstätige sind deshalb Wegpendler, die in den größeren Ortschaften der Umgebung und in der Agglomeration Besançon ihrer Arbeit nachgehen.
Die Ortschaft liegt abseits der größeren Durchgangsachsen an einer Departementsstraße, die von Rioz nach Étuz führt. Der nächste Anschluss an die Autobahn A36 befindet sich in einer Entfernung von ungefähr 13 km. Weitere Straßenverbindungen bestehen mit Voray-sur-l'Ognon und Chaux-la-Lotière.